# 宇和島市立結出小学校
宇和島市立結出小学校（うわじましりつ ゆいでしょうがっこう）は、愛媛県宇和島市下波にあった公立小学校。

## 沿革
- 1878年（明治11年）5月 - 梨嶽小学校設立[1]

- 1886年（明治19年）12月 - 結出小学校と改称[1]
- 1892年（明治25年）10月 - 結出尋常小学校と改称、修業年度を4年に延長[1]
- 1899年（明治32年）11月 - 島津小学校と統合[1]
- 1920年（大正9年）4月 - 高等小学校を併置[1]
  - 同年10月 - 校舎を横田に新築し移転[1]
- 1924年（大正13年）3月 - ６年生児童宇和島市へ修学旅行開始[1]
- 1927年（昭和2年）11月 - 第一回北宇和郡小学校陸上競技大会に参加[1]
- 1941年（昭和16年）4月 - 下波村立結出国民学校と改称[1]
- 1943年（昭和18年）7月 - 簡易水道および足洗場完成[1]
- 1944年（昭和19年）9月 - 大暴風雨により中央校舎倒壊。4教室を失う。[1]
- 1947年（昭和22年）4月 - 学制改革により結出小学校と改称[1]
- 1951年（昭和26年）5月 - 校章制定[1]
  - 同年9月 - 新校舎落成（3棟）[1]
- 1958年（昭和33年）4月 - 五カ村合併により宇和海村立結出小学校と改称[1]
- 1959年（昭和34年）1月 - 校舎北岸の埋立工事を開始し、3/31に完成[1]
- 1974年（昭和49年）4月 - 宇和島市との合併により宇和島市立結出小学校と改称[1]
- 1979年（昭和54年）3月 - 新校舎落成(鉄筋3階建)。百周年記念式典挙行（3/23）[1]
- 1980年（昭和55年）3月 - 「結出緑の少年隊」結成。運動場植樹[1]
- 1987年（昭和62年）3月 - プール完成[1]
- 1991年（平成3年）3月 - 宇和島市の花のあんずの木を植樹[1]
- 1992年（平成4年）3月 - うさぎ小屋新設[1]
  - 同年10月 - 市指定道徳教育研究発表会[1]
  - 同年12月 - 体育館内装改修[1]
- 1993年（平成5年）1月 - 体育館用緞帳・暗幕・舞台幕一式他PTA寄付金により設置される[1]
- 1995年（平成7年）12月 - 校舎外部塗装工事[1]
- 1996年（平成8年）4月 - 実習農園借入[1]
- 1997年（平成9年）8月 - 運動場・アスレチック網取替え[1]
  - 同年10月 - 地域に根差す環境教育推進校・環境学習合同発表会（宇和島市立宇和海中学校）[1]
- 1999年（平成11年）11月 - 緑の少年隊が宇和島市美化運動推進委員会より表彰される[1]
- 2001年（平成13年）3月 - ジャングルジム設置[1]
- 2002年（平成14年）4月 - 緑の少年隊が「みどりの愛護」のつどいで国土交通大臣より表彰される[1]
- 2003年（平成15年）5月 - 緑の少年隊が全国植樹祭緑化コンクール（千葉）で準特選として表彰される。記念植樹[1]
- 2004年（平成16年）4月 - 読書活動の実践で文部科学大臣より表彰される[1]
  - 同年8月 - 体育館の屋根改修[1]
- 2005年（平成17年）6月 - 緑の少年隊が森林レクリエーション地域美化活動コンクール（東京）で会長賞として表彰される[1]
- 2007年（平成19年）1月 - 小中学校情報化事業（パソコン導入・校内LAN整備）[1]
- 2011年（平成23年）7月 - 職員室エアコン設置[1]
- 2012年（平成24年）7月 - 体育倉庫屋根改修[1]
- 2014年（平成26年）1月 - 普通教室の蛍光灯取替工事[1]
  - 同年5月 - 防犯カメラ設置（正門横）、運動会実施（9月から5月へ変更）[1]
  - 同年6月 - タブレットPC、書画カメラ、電子黒板設置[1]
- 2015年（平成27年）2月 - 災害用備蓄物資、外トイレ用簡易水洗便器整備[1]
  - 同年3月 - 給食用コンテナ搬入のためのシャッター取付工事、搬入口用コンクリート設営工事、体育倉庫の白アリ駆除工事[1]
- 2016年（平成28年）3月 - 校舎耐震補強工事開始[1]
  - 同年6月 - 校舎地震補強工事完了[1]
- 2018年（平成30年）9月 - プール機械取り換え修理[1]
- 2020年（令和2年）6月 - 普通教室エアコン設置[1]
- 2021年（令和3年）1月 - 一人一台タブレット導入[1]
- 2022年（令和4年）2月 - 非常通報装置設置[1]
- 2025年（令和7年）3月 - 児童減少により遊子小学校に統合し、閉校[2]。閉校式は23日に行われた[3]。

## 通学区域
- 東、西、結出、島津、狩津[4]

## 通学区域が隣接する小学校
- 宇和島市立蒋渕小学校
- 宇和島市立遊子小学校
- 宇和島市立三浦小学校
- 宇和島市立北灘小学校

## 進学先の中学校
- 宇和島市立城南中学校[4]

かつては宇和島市立宇和海中学校であったが2015年に統合され閉校した。